# Entel·la
Entel·la (grec antic: Ἔντελλα, llatí: Entella) va ser una ciutat de l'interior de Sicília a l'esquerra del riu Hypsas (avui Belici) a mig camí entre les dues costes. Era una ciutat dels sicans (sicani), i estava situada en una posició molt forta a la cimera d'un turó rodejat de precipicis per tres dels quatre costats i amb un altiplà prou gran al cim.
La llegenda diu que la van fundar els troians, dirigits per Acestes, que li va donar el nom de la seva dona Entella. Altres autors diuen que la va fundar Èlim, i Virgili diu que va ser establerta per l'heroi epònim Entellos, amic i camarada d'Acestes. Tucídides diu en canvi que les ciutats que Èlim va fundar eren Erix i Egesta.
La primera menció històrica és deguda a Diodor de Sicília que diu que l'any 404 aC els mercenaris campanis que havien lluitat pels cartaginesos van ser admesos a la ciutat com a amics, però després es van revoltar contra els seus habitants i van matar a tots els mascles, es van fer els amos de la ciutat i es van quedar amb les dones; la van governar durant bastants anys. Durant les guerres de Dionís el Vell amb els cartaginesos, els mercenaris van estar al costat d'aquestos i encara eren els seus aliats l'any 396 aC, quan només cinc ciutats a tota l'illa escapaven al domini de Dionís de Siracusa, que finalment la va conquerir el 368 aC.
La ciutat va seguir governada pels campanis però ara enemics dels cartaginesos, que el 345 aC van assolar el seu territori i van bloquejar la ciutat fins que la van conquerir algun temps després. Timoleont la va reconquerir i li va restaurar la independència.
No va participar en la Primera Guerra Púnica. Després va passar a Roma amb la resta de l'illa a la Segona Guerra Púnica i va ser municipi romà, on es produïa molt de vi i blat. Va patir com d'altres ciutats les exaccions de Verres.
Plini el Vell l'esmenta com a ciutat estipendiaria. Claudi Ptolemeu en parla, però sense donar el rang. Ja no torna a aparèixer en altres autors però va seguir existint fins a l'edat mitjana (segle xiii). Els normands la van arrabassar als àrabs al segle xi, i al segle xiii la va fer destruir Frederic II. Els seus habitants van ser portats a Nocera, prop de Nàpols.
Les monedes porten la llegenda Entellinon i Entellas.